# Le avventure di Ettore Servadac
Le avventure di Ettore Servadac (Hector Servadac - Voyages et Aventures à travers le monde solaire) è un romanzo del 1877 di Jules Verne, quindicesimo volume della serie dei Viaggi straordinari.
Venne pubblicato in italiano per la prima volta nel 1877 col titolo Attraverso il mondo solare.

## Trama
Una cometa sfiora la Terra portandosi via una parte dell'Algeria insieme a una quarantina di persone di varie nazioni ed età, e condannandoli a due anni di viaggio attraverso il sistema solare, finché la cometa non torna vicina alla Terra, consentendo il loro ritorno.
I pochi frammenti portati via dalla Terra sono: una piccola parte dell'Algeria, dove si trovavano il capitano di Stato maggiore francese Ettore Servadac e il suo attendente Ben-Zuf, più tardi soprannominata "isola della Capanna"; Gibilterra, diventata uno scoglio, con 13 soldati inglesi, dotati di enormi provviste di cibo e carbone di cui usufruiranno solo loro; Ceuta con una decina di spagnoli ed un ebreo tedesco, Isacco Hakhabut, commerciante ed usuraio; l'isola della Maddalena, in Sardegna, nella quale era rimasta solo una piccola bambina, Nina, insieme alla sua capra; lo scoglio con la tomba di Re Luigi IX, rimasta abbandonata; parte dell'isola di Formentera con uno scienziato francese, il professor Palmirino Rossette che rivendica la proprietà della cometa e a cui ha dato il nome di Gallia.
Gran parte della superficie di Gallia è poi ricoperta dal mare, che ha quasi ovunque la profondità di 9 metri circa. Ed è in questo mare, poi chiamato mare Galliano, che si trova il Conte Timacheff con i suoi marinai russi (particolare importanza ha Procopio, tenente di vascello), a bordo della sua nave, la Dobryna, al momento dello scontro tra Gallia e la Terra.
Durante il viaggio all'interno del sistema solare i protagonisti cercano di organizzarsi al meglio. Uno degli ostacoli più grandi è il freddo che viene affrontato trovando rifugio in un vulcano, che a metà dell'inverno galliano si spegne.
La dimensione della "cometa" descritta nel romanzo è di circa 2300 chilometri di diametro - molto più grande di qualsiasi cometa o asteroide noto.

## Personaggi principali
I 36 abitanti di Gallia includono un ebreo tedesco, una italiana, tre francesi, otto russi, dieci spagnoli e tredici soldati inglesi. I personaggi principali sono:
- Capitano Ettore Servadac dell'Armata Francese in Algeria;
- Laurent Ben Zoof, aiutante di Servadac;
- Conte Wassili Timascheff di Russia;
- Luogotenente Procopio, il comandante dello yacht di Timascheff
- Isaac Hakkabut, il tipico Ebreo avaro;
- Nina, una simpatica ragazza italiana accompagnata dalla capretta;
- Pablo, un ragazzo spagnolo;
- Il Colonnello Heneage Finch Murphy e il Maggiore John Temple Oliphant soldati Inglesi di Gibilterra;
- Palmirino Rosette, l'astronomo francese che scopre la cometa, in passato insegnante di Servadac.

## Versioni cinematografiche
- Na kometě di Karel Zeman (1970), liberamente ispirato al romanzo.

## Edizioni
- Attraverso il mondo solare: avventure di Ettore Servadac, Biblioteca di Educazione e di Ricreazione, Milano, Tipografia Editrice Lombarda, 1877.
- Le avventure di Hector Servadac (Attraverso il mondo solare). Un dramma nel Messico, traduzione di Sante Micheli, Collana Corticelli-Hetzel n.110, Milano, Mursia, 1969.